# Avtalsvillkorslagen
Avtalsvillkorslagen (AVLK) eller egentligen ”lagen (1994:1512) om avtalsvillkor i konsumentförhållanden”, är en svensk lag som gäller avtalsvillkor som näringsidkare använder när de erbjuder varor, tjänster eller andra nyttigheter till konsument.

## Bakgrund
Konsumenter anses ofta inte inta en jämbördig ställning gentemot näringsidkare när de ingår avtal.
Den nuvarande avtalsvillkorslagen har ersatt den äldre lagen (1971:112) om avtalsvillkor i konsumentförhållanden. Den nya lagen införlivar EG-direktivet om oskäliga villkor i konsumentavtal (93/13/EEG) i svensk rätt.
Lagen innehåller både marknadsrättsliga och civilrättsliga bestämmelser.

## Marknadsrättsliga bestämmelser
Med tillämpning av avtalsvillkorslagen är det möjligt att förbjuda en näringsidkare att för framtiden använda ett avtalsvillkor som med hänsyn till pris och andra omständigheter är oskäligt mot konsumenterna. Konsumentombudsmannen (KO) för talan om sådant förbud vid Marknadsdomstolen (MD).
Lagen gäller även muntliga avtalsvillkor.
Bland de avtalsvillkor som kan anses oskäliga kan urskiljas tre huvudgrupper:
1. avtalsvillkor som strider mot tvingande konsumentskyddande lagstiftning, till exempel lagen (2005:59) om distansavtal och avtal utanför affärslokaler
2. avtalsvillkor som avviker från dispositiva regler och
3. avtalsvillkor som givits en vilseledande eller oklar utformning

Ett avtalsvillkor får typiskt sett anses otillbörligt mot konsumenten, om det med avvikelse från dispositiva rättsregler ger näringsidkaren en förmån eller berövar konsumenten en rättighet och därigenom åstadkommer en sådan snedbelastning i fråga om parternas rättigheter och skyldigheter enligt avtalet, att en genomsnittligt sett rimlig balans mellan parterna inte längre är för handen.
Marknadsdomstolen har i dom 2004-07-22 vid vite av 400 000 kronor förbjudit teleoperatör att vid debitering av internettjänster använda vissa villkor utan att avtal dessförinnan träffats med konsument.
Marknadsdomstolen har i dom 2004-09-15 förbjudit Telia att tillämpa avtalsvillkor som gett Telia rätt att under avtalsperiod höja priset.
I ett annat mål har Canal Digital vid vite av 400 000 kronor förbjudits att i ett standardavtal avseende digital-TV inta ett villkor om krav på skriftlig uppsägning från konsumentens sida eftersom det ansetts oskäligt.
I ett mål vid Marknadsdomstolen avseende standardavtal vid småhusentreprenad har villkor om att besiktning skall ske mot av entreprenören uppsatta standardutförande och toleranser och om att besiktningsmannen skall vara anställd hos entreprenören ansetts oskäliga.
I avtal om handel med finansiella instrument mellan nätmäklare och konsument har vissa villkor befunnits oskäliga.
En kreditgivare har i strid mot 12 § konsumentkreditlagen tagit ut särskilda avgifter för krediter som överstigit kostnaderna för respektive kredit. Det berörda avtalsvillkoret har ansetts oskäligt.

## Civilrättsliga bestämmelser
Den nya lagen innehåller även civilrättsliga bestämmelser, som skall tillämpas på sådana villkor i konsumentavtal som inte har varit föremål för ”individuell förhandling”. Enligt EG-direktivet ska det alltid anses att ett avtalsvillkor inte har varit föremål för individuell förhandling om det har utarbetats i förväg och konsumenten därför inte har haft möjlighet att påverka villkorets innehåll. Avtalsvillkor som inte har varit föremål för individuell förhandling förekommer främst i avtal med förtryckta kontraktsformulär som är avsedda att användas många gånger, så kallade standardavtal. Sådana villkor kan emellertid förekomma även i individuella avtal. Ofta är det så att villkoret har utarbetats i förväg av näringsidkaren utan att konsumenten haft inflytande på innehållet.
De civilrättsliga bestämmelserna ska inte tillämpas i förfarandet hos KO och inför MD utan enbart vid enskilda tvister mellan näringsidkare och konsumenter.
Om innebörden av ett avtalsvillkor som inte har varit föremål för individuell förhandling är oklar, ska vid en tvist mellan en näringsidkare och en konsument villkoret tolkas till konsumentens förmån enligt 10 § avtalsvillkorslagen.
Vidare finns bestämmelser som modifierar tillämpningen av 36 § avtalslagen på vissa avtalsvillkor till konsumentens fördel.